# مبحث
المبحث
هو الذي تتوجه فيه المناظرة بنفي أو إثبات.
وقيل هو الدعوى من حيث أنه يرد عليه أو على دليله البحث.
للرازي كتاب كثير الفصول سماه المباحث المشرقية. والبحث عند أهل النظر يطلق على معان منها الإثبات بالدليل. ويطلق أيضا على النقد.

## التعريف
البحث لغة هو التفحص والتفتيش واصطلاحا هو إثبات النسبة الإيجابية أو السلبية بين الشيئين بطريق الاستدلال. ويطلق المبحث على التحقيق وعلى قسم من الكتاب على ما في كتاب دهخدا وفيه المباحث جمع البحث.

## الكتب
- المباحث المشرقية
- تدقيق المباحث الطبية